# Остін Девіс
Остін Девіс (англ. Austin Davis; нар. 4 жовтня 1989, Маккіспорт, США) — американський державний та політичний діяч, з 2023 року — віцегубернатор Пенсільванії. До цього був членом Палати представників Пенсільванії від Демократичної партії, представляючи 35-й округ з 2018 до 2022 рік. Перший афроамериканський віцегубернатор Пенсільванії та наймолодша людина, обрана віцегубернатором у США.

## Ранній період життя та освіта
Народився 4 жовтня 1989 року у Маккіспорті, штат Пенсільванія. Навчався в середній школі округу Маккіспорт, де заснував й очолював Молодіжну консультативну раду мера Джеймса Брюстера.
Після закінчення середньої школи вступив до Університету Піттсбурга у Грінсбурзі, де 2012 року здобув ступінь бакалавра з політології.

## Кар'єра

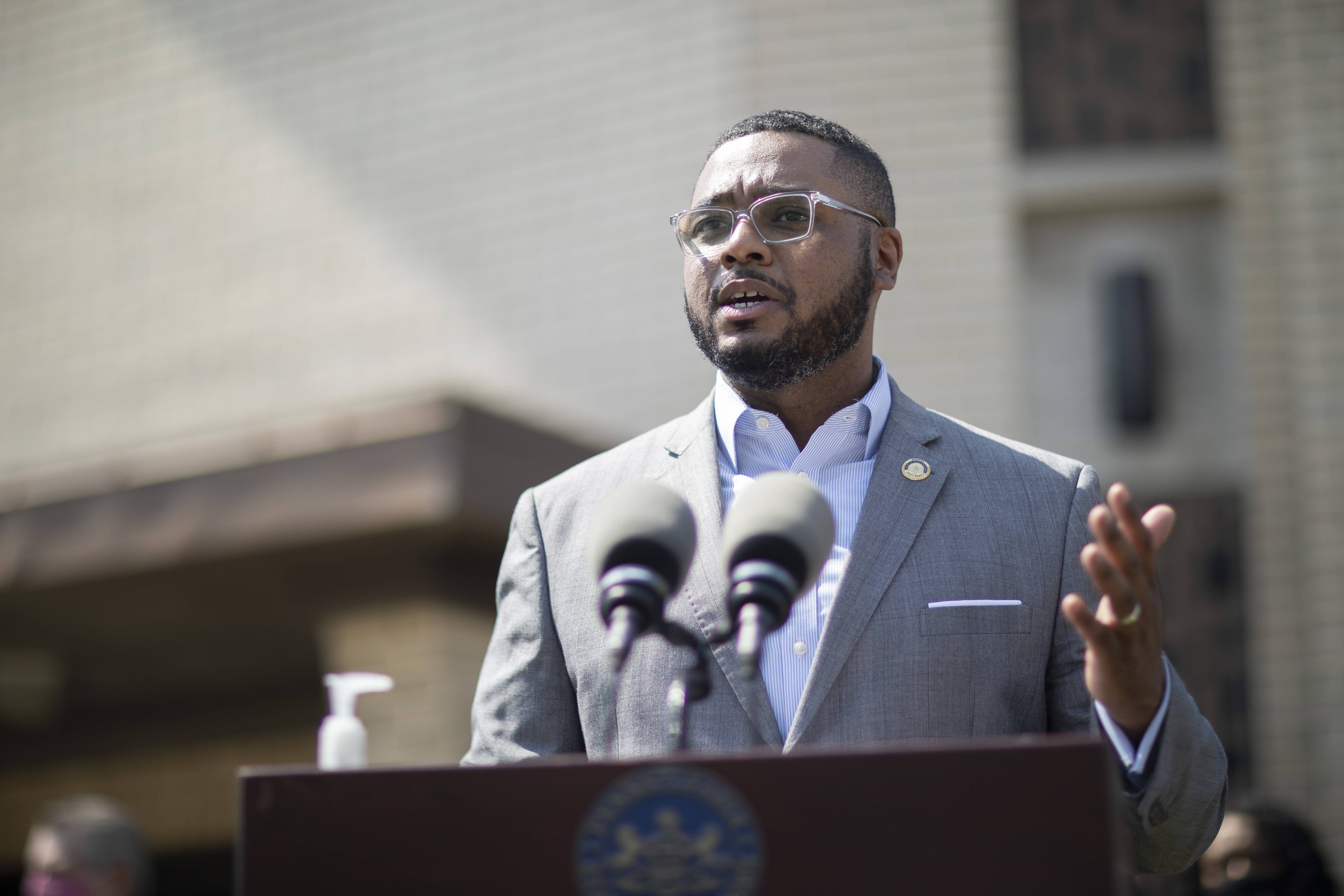
Остін Девіс у 2021 році

Палата представників Пенсільванії найняла Девіса стажистом-законодавецем, ще у студентські роки. У лютому 2011 року газета «Pittsburgh Tribune-Review» під час Місяця афроамериканської історії схарактеризувала його як «ветерана політики надання допомоги іншим».
Раніше обіймав посаду помічника виконавчого директора округу Алегейні Річа Фіцджеральда. 2014 року став наймолодшим і першим темношкірим заступником голови Демократичного комітету округу Аллегені.

### Палата представників Пенсільванії
Балотувався до Палати представників Пенсільванії у 35-му окрузі на додаткових виборах 2018 року. Здобув перемогу над кандидатом від республіканців Фоуном Вокером-Монтгомері, набравши понад 73 % голосів, і став першим афроамериканцем, який обійняв посаду державного представника в цьому окрузі. З 2021 до 2022 рік був членом наступних комітетів: асигнування з питань споживачів, страхування, транспорту.

### Віцегубернатор Пенсільванії

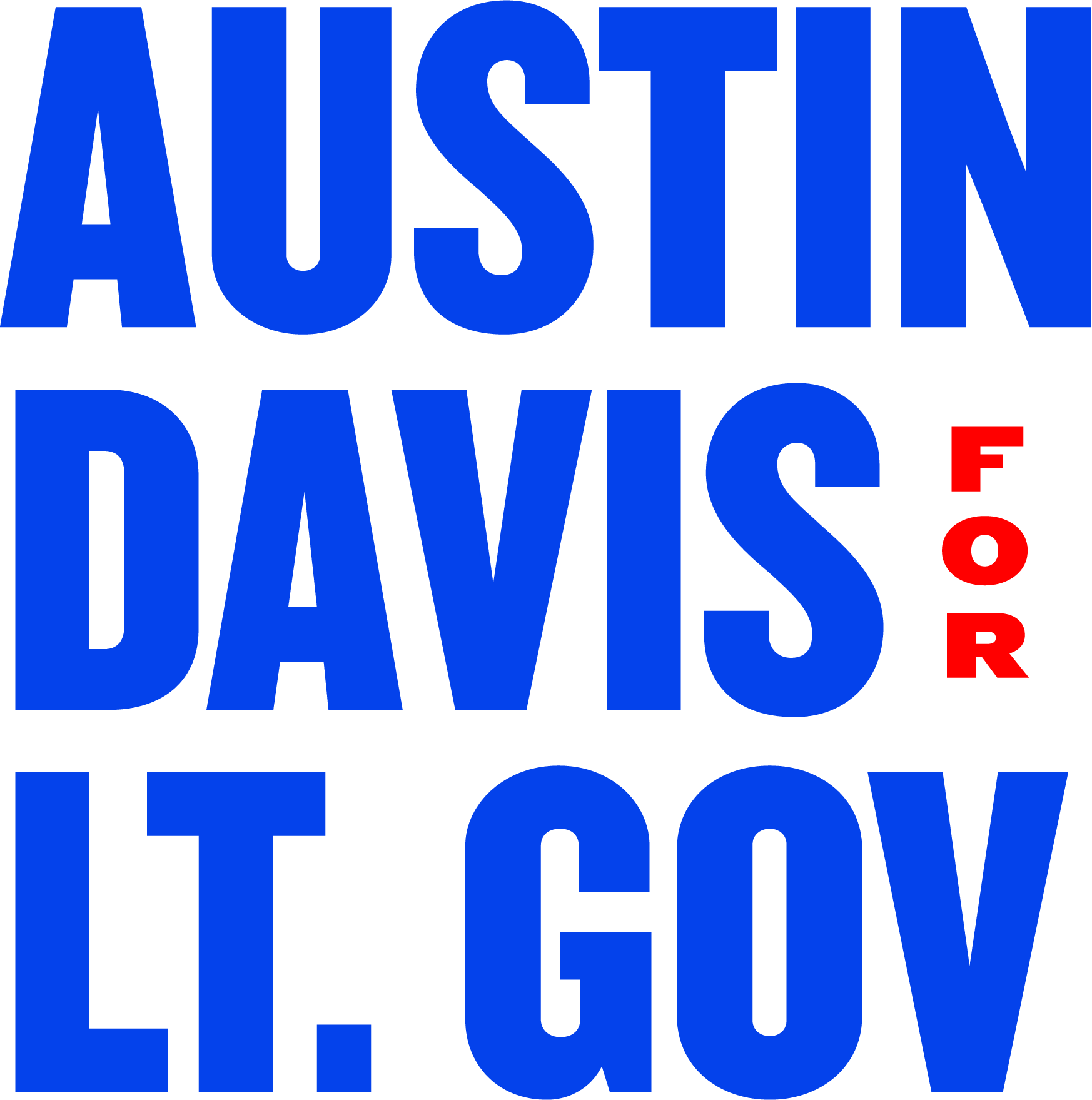
Логотип виборчої кампанії Остіна Девіса

14 грудня 2021 року повідомляли, що він візьме участь у виборах 2022 року на посаду віцегубернатора Пенсільванії після того, як передбачуваний кандидат на посаду губернатора від Демократичної партії Джошуа Шапіро обрав його як свого напарника. Закон Пенсільванії вимагає, щоб кандидат на посаду віцегубернатора балотувався незалежно від кандидата на посаду губернатора на попередніх виборах.
8 листопада 2022 року Шапіро та Девіс переконливо здобули перемогу над республіканцями Дугом Мастріано та Керрі Дельроссо на загальних виборах. Став першим афроамериканцем, обраним віцегубернатором, і першим міленіалом, який обійняв цю посаду в Пенсільванії.
Після присяги у 33 роки став наймолодшим віцегубернатором в історії Пенсільванії. Також є наймолодшим чинним віцегубернатором у США.

## Особисте життя
Одружений, донька народилася у вересні 2023 року.
Був членом ради директорів YMCA Великого Піттсбурга, Консорціуму з державної освіти, Товариств у школах Піттсбурга, Auberle, Центру Адонай для темношкірих чоловіків, Small Seeds Development і Міської ліги Великого Піттсбурга.